# Saison NBA 1967-1968
Navigation
Saison 1966-1967 Saison 1968-1969
La saison NBA 1967-1968 est la 19e saison de la NBA (la 22e en comptant les trois saisons de BAA). Elle se termine sur la victoire des Celtics de Boston face aux Los Angeles Lakers 4 victoires à 2 lors des Finales NBA. 

## Faits notables
- Le All-Star Game 1968 s'est déroulé au Madison Square Garden, à New York, où les All-Star de l'Est ont battu les All-Star de l'Ouest 144-124. Hal Greer (Philadelphia 76ers) a été élu Most Valuable Player  .
- Les SuperSonics de Seattle et les San Diego Rockets intègrent la NBA portant le nombre d'équipes dans la ligue à 12.
- Le nombre de matches passent de 81 à 82 par saison, ce qui demeure toujours le format actuel.
- L'American Basketball Association commence sa première saison et va devenir la rivale de la NBA.
- 7e titre de meilleur rebondeur NBA pour Wilt Chamberlain, record amélioré, il remporte également son troisième trophée consécutif de Most Valuable Player et égalise ainsi Bill Russell.

## Classement final
| Champion de division | Qualifié pour les playoffs | Éliminé des playoffs |

| Division Est          | V  | D  | PCT  | GB |
| --------------------- | -- | -- | ---- | -- |
| 76ers de Philadelphie | 62 | 20 | 75.6 | -  |
| Celtics de Boston C   | 54 | 28 | 65.9 | 8  |
| Knicks de New York    | 43 | 39 | 52.4 | 19 |
| Pistons de Détroit    | 40 | 42 | 48.8 | 22 |
| Royals de Cincinnati  | 39 | 43 | 47.6 | 23 |
| Bullets de Baltimore  | 36 | 46 | 43.9 | 26 |

| Division Ouest            | V  | D  | PCT  | GB |
| ------------------------- | -- | -- | ---- | -- |
| Hawks de Saint-Louis      | 56 | 26 | 68.3 | -  |
| Lakers de Los Angeles     | 52 | 30 | 63.4 | 4  |
| Warriors de San Francisco | 43 | 39 | 52.4 | 13 |
| Bulls de Chicago          | 29 | 53 | 35.4 | 27 |
| SuperSonics de Seattle    | 23 | 59 | 28.0 | 33 |
| Rockets de San Diego      | 15 | 67 | 18.3 | 41 |

C - Champions NBA

## Play-offs
|  | Demi-finales de Division | Demi-finales de Division  | Demi-finales de Division |                       |   | Finales de Division       | Finales de Division | Finales de Division |  |  | Finales NBA | Finales NBA       | Finales NBA |
|  |                          |                           |                          |                       |   |                           |                     |                     |  |  |             |                   |             |
|  | 1                        | 76ers de Philadelphie     | 4                        |                       |   |                           |                     |                     |  |  |             |                   |             |
|  | 3                        | Knicks de New York        | 2                        |                       |   |                           |                     |                     |  |  |             |                   |             |
|  | 3                        | Knicks de New York        | 2                        |                       | 3 | 76ers de Philadelphie     | 3                   |                     |  |  |             |                   |             |
|  | Division Est             |                           |                          |                       | 3 | 76ers de Philadelphie     | 3                   |                     |  |  |             |                   |             |
|  |                          |                           | 2                        | Celtics de Boston     | 4 |                           |                     |                     |  |  |             |                   |             |
|  | 4                        | Pistons de Détroit        | 2                        | Celtics de Boston     | 4 | 2                         |                     |                     |  |  |             |                   |             |
|  | 4                        | Pistons de Détroit        |                          |                       |   | 2                         |                     |                     |  |  |             |                   |             |
|  | 2                        | Celtics de Boston         | 4                        |                       |   |                           |                     |                     |  |  |             |                   |             |
|  |                          |                           |                          |                       |   |                           |                     |                     |  |  | E2          | Celtics de Boston | 4           |
|  |                          |                           | O2                       | Lakers de Los Angeles | 2 |                           |                     |                     |  |  |             |                   |             |
|  | 1                        | Hawks de Saint-Louis      | 2                        |                       |   |                           |                     |                     |  |  |             |                   |             |
|  | 3                        | Warriors de San Francisco | 4                        |                       |   |                           |                     |                     |  |  |             |                   |             |
|  | 3                        | Warriors de San Francisco | 4                        |                       | 3 | Warriors de San Francisco | 0                   |                     |  |  |             |                   |             |
|  | Division Ouest           |                           |                          |                       | 3 | Warriors de San Francisco | 0                   |                     |  |  |             |                   |             |
|  |                          |                           | 2                        | Lakers de Los Angeles | 4 |                           |                     |                     |  |  |             |                   |             |
|  | 4                        | Bulls de Chicago          | 2                        | Lakers de Los Angeles | 4 | 1                         |                     |                     |  |  |             |                   |             |
|  | 4                        | Bulls de Chicago          |                          |                       |   | 1                         |                     |                     |  |  |             |                   |             |
|  | 2                        | Lakers de Los Angeles     | 4                        |                       |   |                           |                     |                     |  |  |             |                   |             |

### Division Ouest

#### Demi-finales de Division
Los Angeles Lakers contre Chicago Bulls :
Les Lakers remportent la série 4-1
- Game 1 @ Los Angeles: Los Angeles 109, Chicago 101
- Game 2 @ Los Angeles: Los Angeles 111, Chicago 106
- Game 3 @ Chicago: Chicago 104, Los Angeles 98
- Game 4 @ Chicago: Los Angeles 93, Chicago 87
- Game 5 @ Los Angeles: Los Angeles 122, Chicago 99

San Francisco Warriors contre Saint-Louis Hawks :
Les Warriors remportent la série 4-2
- Game 1 @ Saint-Louis: San Francisco 111, Saint-Louis 106
- Game 2 @ Saint-Louis: Saint-Louis 111, San Francisco 103
- Game 3 @ San Francisco: San Francisco 124, Saint-Louis 109
- Game 4 @ San Francisco: San Francisco 108, Saint-Louis 107
- Game 5 @ Saint-Louis: Saint-Louis 129, San Francisco 103
- Game 6 @ San Francisco: San Francisco 111, Saint-Louis 108

#### Finale de Division
Los Angeles Lakers contre San Francisco Warriors :
Les Lakers remportent la série 4-0
- Game 1 @ Los Angeles: Los Angeles 133, San Francisco 105
- Game 2 @ Los Angeles: Los Angeles 115, San Francisco 112
- Game 3 @ San Francisco: Los Angeles 128, San Francisco 124
- Game 4 @ San Francisco: Los Angeles 106, San Francisco 100

### Division Est

#### Demi-finales de Division
Celtics de Boston contre Detroit Pistons :
Les Celtics remportent la série 4-2
- Game 1 @ Boston: Boston 123, Philadelphia 116
- Game 2 @ Detroit: Detroit 126, Cincinnati 116
- Game 3 @ Boston: Detroit 109, Cincinnati 98
- Game 4 @ Detroit: Boston 135, Cincinnati 110
- Game 5 @ Boston: Boston 110, Detroit 96
- Game 6 @ Detroit: Boston 111, Detroit 103

Philadelphia 76ers contre Knicks de New York :
Les 76ers remportent la série 4-2
- Game 1 @ Philadelphie: Philadelphia 118, New York 110
- Game 2 @ New York: New York 128, Philadelphia 117
- Game 3 @ Philadelphie: Philadelphia 138, New York 132
- Game 4 @ New York: New York 107, Philadelphia 99
- Game 5 @ Philadelphie: Philadelphia 123, New York 107
- Game 6 @ New York: Philadelphia 113, New York 97

#### Finale de Division
Celtics de Boston contre Philadelphia 76ers :
Les Celtics remportent la série 4-3
- Game 1 @ Philadelphie: Boston 127, Boston 118
- Game 2 @ Boston: Philadelphia 115, Boston 106
- Game 3 @ Philadelphie: Philadelphia 122, Boston 114
- Game 4 @ Boston: Philadelphia 115, Boston 106
- Game 5 @ Philadelphie: Boston 122, Boston 104
- Game 6 @ Boston: Boston 114, Philadelphia 106
- Game 7 @ Philadelphie: Boston 100, Philadelphia 96

### Finales NBA
Celtics de Boston contre Los Angeles Lakers
Les Celtics remportent la série 4-2
- Game 1 @ Boston: Boston 107, Los Angeles 101
- Game 2 @ Boston: Los Angeles 123, Boston 113
- Game 3 @ Los Angeles: Boston 127, Los Angeles 119
- Game 4 @ Los Angeles: Los Angeles 119, Boston 105
- Game 5 @ Boston: Boston 120, Los Angeles 117
- Game 6 @ Los Angeles: Boston 124, Los Angeles 109

## Leaders de la saison régulière
| Catégorie                  | Joueur           | Équipe             | Statistique |
| -------------------------- | ---------------- | ------------------ | ----------- |
| Points par match           | Dave Bing        | Detroit Pistons    | 27.1        |
| Rebonds par match          | Wilt Chamberlain | Philadelphia 76ers | 23.8        |
| Passes décisives par match | Wilt Chamberlain | Philadelphia 76ers | 8.6         |
| % à 2 points               | Wilt Chamberlain | Philadelphia 76ers | 59.5        |
| % aux lancers francs       | Oscar Robertson  | Cincinnati Royals  | 87.3        |

## Récompenses individuelles
- NBA Most Valuable Player : Wilt Chamberlain, Philadelphia 76ers
- NBA Rookie of the Year : Earl Monroe, Baltimore Bullets
- NBA Coach of the Year : Richie Guerin, Saint-Louis Hawks

- All-NBA First Team :
  - Wilt Chamberlain, Philadelphia 76ers
  - Oscar Robertson, Cincinnati Royals
  - Dave Bing, Detroit Pistons
  - Elgin Baylor, Los Angeles Lakers
  - Jerry Lucas, Cincinnati Royals

- All-NBA Second Team :
  - Willis Reed, Knicks de New York
  - John Havlicek, Celtics de Boston
  - Bill Russell, Celtics de Boston
  - Hal Greer, Philadelphia 76ers
  - Jerry West, Los Angeles Lakers

- NBA All-Rookie Team :
  - Al Tucker, SuperSonics de Seattle
  - Walt Frazier, Knicks de New York
  - Phil Jackson, Knicks de New York
  - Bob Rule, SuperSonics de Seattle
  - Earl Monroe, Baltimore Bullets